# Network for Therapy in Rare Epilepsies
Das Network for Therapy in Rare Epilepsies, kurz NETRE, ist eine weltweite nonprofit Austauschplattform für Ärzte über die Behandlungserfahrungen bei seltenen Epilepsien. Das Hauptziel ist der (auch retrospektive) Austausch von Erfahrungen über klinische Erscheinungen, Diagnoseverfahren, Komorbiditäten und Therapien.

## Struktur
Die Anmeldung findet über den Internetauftritt netre.de statt. NETRE ist in einzelnen ärztlichen Gruppen organisiert. Der Startpunkt einer Gruppe ist immer ein Epilepsiepatient mit einer seltenen Epilepsie. Einer neuen Gruppe wird ein Koordinator zugeordnet, der den Erfahrungsaustausch, beginnend mit einem Fragebogen, einrichtet. Patientendaten werden in der Regel anonymisiert ausgetauscht. Die Gruppen kooperieren mit Forschungsgruppen und Selbsthilfeorganisationen.
Vierteljährlich wird ein Newsletter per E‑Mail versendet, mit einer Auflistung neuer Gruppen, besonderen Erfahrungen oder geplanten Studienprojekten.
Ein Nebenzweig von NETRE ist das PATRE-Projekt (Patient based phenotyping and evaluation of therapy for rare epilepsies) des österreichischen Research Institute for Rehabilitation, Transition and Palliation der PMU Salzburg, dass den Austausch zwischen Eltern an Epilepsie erkrankter Kinder und spezialisierten Ärzten organisiert.
NETRE kollaboriert mit dem europäischen EpiCARE des Europäischen Referenznetzwerks (ERN) und der Internationale Liga gegen Epilepsie.

## Geschichte
NETRE wurde 2005 ins Leben gerufen. Es führte zu über 50 wissenschaftlichen Fachartikeln im Bereich der Behandlung der seltenen genetischen Epilepsien. Beispiele sind die Erstbeschreibungen von FIRES (Febrile infection-related epilepsy syndrome), charakteristischer Veränderungen des MRTs bei FOXG1 und der Kauanfälle bei SYNGAP1.